# Kloster Acey
Das Kloster Acey (lateinisch Abbatia Aceyum / B. M. de Aceio, französisch Abbaye Notre-Dame d’Acey) ist eine Trappisten-Abtei (= Zisterzienser der strengeren Observanz) in der Gemeinde Vitreux im Département Jura, Region Franche-Comté, in Frankreich. Es liegt rund 26 Kilometer nordnordöstlich von Dole und rund sieben Kilometer nördlich von Gendrey am Ufer des Flusses Ognon.

## Geschichte
Das Kloster wurde auf Veranlassung des Erzbischofs von Besançon, Anseric de Montréal, sowie des Grafen Rainald III. von Burgund 1136 rund fünf Kilometer von einer Eremiten-Niederlassung entfernt als Zisterzienserabtei gegründet. Der Gründungskonvent entstammte der Abtei Cherlieu. Damit gehörte Acey zur Filiation der Primarabtei Clairvaux. In kurzer Zeit errichtete das Kloster sechs Grangien. 1184 besiedelte es die Tochtergründung Kloster Pilis in Ungarn, das bis 1526 bestand. Am Ausgang des Mittelalters fiel die Abtei in Kommende. Durch ihre Lage an der Grenze der Freigrafschaft zum Herzogtum Burgund wurde sie 1435 und 1477 von kriegerischen Ereignissen betroffen, ebenso 1569 in den kriegerischen Auseinandersetzungen mit den Protestanten und 1595 unter Heinrich IV. Das 17. Jahrhundert brachte neue Zerstörungen. 1650 stürzte das Kirchenschiff über sechs Joche auf 30 m Länge ein und 1683 brannte die Abtei nieder. Zwischen 1745 und 1771 fanden umfangreiche Restaurierungen statt. Die Französische Revolution führte 1790 zur Auflösung des Klosters. 

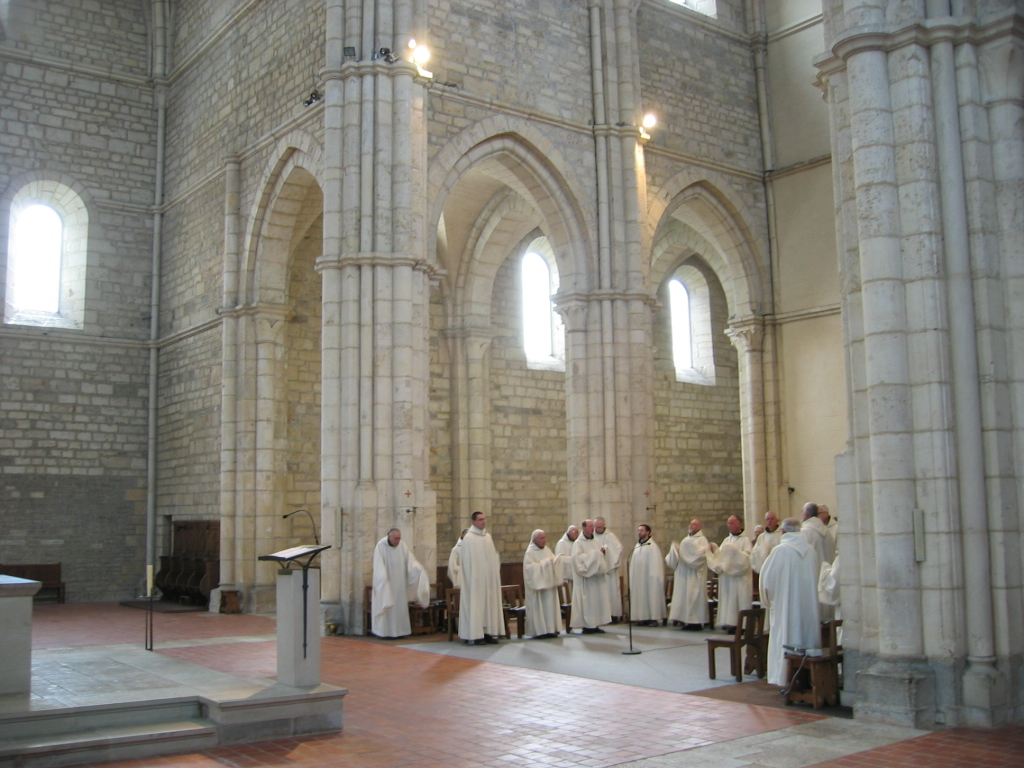
Inneres der Abteikirche: Mönche beim Chorgebet

 Nach verschiedenen, meist religiösen Nutzungen nach der Restauration zogen 1873 wieder Zisterzienser (Trappisten) aus Kloster Aiguebelle ein. Die Kirche wurde von 1900 bis 1910 instand gesetzt. 1938 wurde das Kloster wieder in den Rang einer Abtei erhoben. Es ist das einzige noch bewohnte Zisterzienserkloster in der Franche-Comté.

## Bauten und Anlage
Die restaurierte und seit 1971 als Monument historique klassifizierte Abteikirche aus dem 12. Jahrhundert, deren Langhaus nach dem zweiten Joch als Ausstellungsraum abgetrennt ist, hat ein achtjochiges Schiff mit zwei Seitenschiffen, ein Querhaus mit je zwei Seitenkapellen im Osten und einen flach geschlossenen Chor. Die Klausur liegt links (nördlich) von der Kirche.